# Ernst Ludwig Julius von Lenthe
Il barone Ernst Ludwig Julius von Lenthe (Hannover, 28 dicembre 1744 – Hannover, 12 dicembre 1814) è stato un politico tedesco, ministro a servizio del Casato di Hannover.

## Biografia
Ernst Ludwig Julius Lenthe era figlio del barone Otto Christian von Lenthe (1706-1750) e dal 15 aprile 1763 sino al 1766 studiò legge presso l'Università di Gottinga, incontrando per la prima volta il duca di York il 22 agosto di quello stesso anno a Gottinga, cogliendo l'occasione per scrivere una relazione sull'evento. Dopo la laurea, entrò nel servizio governativo dell'Hannover, dove collaborò con Karl August von Hardenberg, giungendo nel 1784 ad essere ammesso segretamente al Consiglio di Guerra nazionale. Nel 1787 rappresentò gli interessi dell'elettorato di Hannover come ambasciatore alla corte prussiana di Berlino e dal 1795 venne assunto come presidente della German Chanchery di Londra, rimanendo in carica sino al 1805.
Nel 1772 aveva sposato Sophia Wilhelmine Louise di Hasberg, dalla quale divorziò poi nel 1788, lasciando una sola figlia. Sua moglie si risposò in quello stesso 1788 col compagno di lavoro dell'ex marito, Karl August von Hardenberg, dal quale divorziò a sua volta nel 1801.
Il compositore Augustus Frederick Christopher Kollmann gli dedicò nel 1796 la sua opera Il naufragio (op. 6). Il suo carteggio politico è oggi conservato presso l'Archivio di Stato della Bassa Sassonia di Hannover e nell'archivio della famiglia von Lenthe a Lenthe appunto.